# Điền Gia Am
Điền Gia Am (chữ Hán giản thể: 田家庵区, Hán Việt: Điền Am Gia khu) là một quận thuộc địa cấp thị Hoài Nam, tỉnh An Huy, Cộng hòa Nhân dân Trung Hoa. Quận Điền Gia Am có diện tích 239 km2, dân số 500.000 người, mã số bưu chính 232000. Quận này được chia thành các đơn vị hành chính gồm 9 nhai đạo, 3 trấn và 2 hương. Các đơn vị này lại được chia ra thành 101 uỷ ban cư, 27 uỷ ban thôn.
- Nhai đạo biện sự xứ: Công Viên, Tuyền Sơn, Long Tuyền, Động Sơn, Triều Dương, Hoài Tân, Quốc Khánh, Tân Hoài, Điền Đông.
- Trấn: Vũ Kinh, Anh Thành, Tào Am.
- Hương: Sử Viện và Tam Hoà.